# Ike Weir
Ike Weir (* 5. Februar 1867 in Lurgan, County Armagh, Nordirland als Isaac O’Neil Weir; † 12. September 1908) war ein britischer Boxer und Normalausleger. Er hielt vom 31. März 1889 bis zum 13. Januar 1890 den universellen Weltmeisterschaftsgürtel im Federgewicht. Zugleich war er der erste Weltmeister nach den Queensberry-Regeln in dieser Gewichtsklasse. 
Sein letzter Kampf, den er durch T.K.o in Runde 10 gegen den US-Amerikaner Mike Sears verlor, fand am 17. März des Jahres 1898 in den USA statt.